# Studenterforeningen
Studenterforeningen er en forening for studenter i København, stiftet i 1820 på foranledning af bl.a. Christian Winther. Studenterforeningens formål er at være et samlingssted for dansk studenterliv og at samle og inspirere studerende og andre, der ønsker en bred debat.

## Stiftelsen
Tanken om en sammenslutning af danske studenter opstod hos en del af Regensens alumner, der sammen med nogle kammerater omkring 1820 havde forenet sig om beskedne symposier under Regenslinden. Her sang man 5. juni 1820 for første gang Christian Winthers Her under Nathimlens rolige Skygge med omkvædet "Herrer vi ere i Aandernes Rige", og under gildet gik en liste undertegnet af syv af de faste deltagere, hvoriblandt Chr. Winther, Christen Thaarup, Christian Wilster rundt blandt gæsterne med opfordring til at tegne sig som medlemmer af en vordende Studenterforeningen. Denne blev stiftet 16. juli samme år. "til Videnskabeligheds og Brodersinds Fremme", og trods adskillige i vanskeligheder lykkedes det omsider at få både politidirektørens og konsistoriums godkendelse. I november åbnedes de lejede værelser i på Store Købmagergade til daglig konversation og læsning, og kort efter begyndte de aftenlige sammenkomster, hvor mere litterært og videnskabeligt anlagte medlemmer forelæste en afhandling eller et poetisk bidrag; undertiden afholdtes latinske disputerøvelser, til andre tider dyrkedes musikken, og nu og da endte aftenen med en "Compotation".

## Splittelse
Efter at Studenterforeningen 1824 var flyttet hen til det i Hostrups Ruskantate forevigede skumle sted på hjørnet af Boldhus- og Admiralgade — hvor man med en afbrydelse 1835-44, da der lejedes lokale i Landsmandsbankens gård, holdt ud til 1863 —, blev livet foreløbig ved at bevæge sig i det her antydede spor, indtil de politiske bølger i 1830'erne også nåede studenterne. Et udslag af oppositionslyst og trang til selvstændigere optræden var den af Carl Ploug, Jens Christian Hostrup med flere 1839 stiftede akademiske Læseforening (sædvanlig kaldet Academicum), som til trods for sine beskedne virkemidler i nogle år med held konkurrerede med Studenterforeningen. Et forsøg af A.F. Krieger, D.G. Monrad og andre på at samle alle politisk interesserede akademikere 1840 i et "Studentersamfund" blev hindret af konsistorium. Med mænd som Orla Lehmann, Monrad, Ploug, Hother Hage som førere lykkedes det at samle størstedelen af studenterne — navnlig da Academicum og Studenterforeningen var sammensmeltede 1844 — omkring en skandinavisk og nationalliberal politik, og de havde stor lod og del i de ny tiders indgang 1848. Derfor blev sejren også studenternes, og følelsen heraf satte sit tydelige præg på livet i Studenterforeningen i de følgende femten år, den egentlige nationalliberale periode.

## Bygningen i Holmens Kanal
Studenterforeningen var et af intelligens- og embedspartiets kælebørn, og der skabtes herved et vist sikkert hovmod, som dog oftest skjultes bag ungdommeligt liv og elskværdighed, men som var til stede, og som senere tider måtte bøde for. Allerede var der i en årrække samlet penge ind til en ny og tidssvarende bygning. Under megen deltagelse fra hele det socialt betydende København skete indflytningen 17. april 1863 i det prægtige ny, af Johan Daniel Herholdt opførte og af Constantin Hansen udsmykkede hus ved Holmens Kanal. Da kulminerede Studenterforeningen.
Fuldt i alvor hed det sig, da krigen stod for døren, at regeringen ikke fattede en beslutning uden at regne med stemningen i Studenterforeningen. Reaktionen kom, men straks mærkedes den ikke. Udadtil blev alt tilsyneladende ved at gå i det gamle spor, og endnu var det jo også forholdsvis sjældent, at studenterne rekrutteredes fra andre samfundslag end overklasserne.

## Georg Brandes
Men da i 1870'erne med Georg Brandes "ny Tider, ny Tanker" brød ind over hovedstadens intelligens, kom det snart i Studenterforeningen til heftige meningsudvekslinger mellem dem, der ville holde på det bestående, og dem, der vilde bryde med al tradition. Dette førte efter flere års trættende og oprivende kampe til, at en del af oppositionens medlemmer, den radikale fløj, 1882 trådte ud af Studenterforeningen og stiftede deres egen forening, Studentersamfundet. Striden var dog ikke dermed forbi, men fortsattes gennem mange år, dog i mere afdæmpede former, mellem den liberale fløj (en tid lang med A.G. Larsen som fører) og den konservative. Men udviklingen har også her krævet sin ret. Studenterforeningen har på grundlag af sine gamle traditioner ikke levet forgæves; den har lært at optage og på sin vis anvende det, som var af værdi i sin tidligere Antagonists doktriner. 1903 oprettedes således et engagementsbureau for studenter og kandidater, og efteråret 1904 gav den stødet til, at Universitet på sit program satte unge studenters fortsatte almendannelse.

## Bygningen på H.C. Andersens Boulevard
1910 flyttede Studenterforeningen ind i et nybygget anseligt hus på hjørnet af Vestre Boulevard (nu H.C. Andersens Boulevard) og Studiestræde. Huset, der blev påbegyndt 1909, blev opført efter en konkurrence, som blev vundet af Ulrik Plesner og Aage Langeland-Mathiesen. Huset fremstår i en blanding af nationalromantik og nybarok.
Herholdts bygning blev samtidig erstattet af Plesners bygning for Hafnia.
Studenterforeningens Hus blev i 1972 købt af arkitekt og møbelproducent Poul Cadovius, der ombyggede huset.. I 1982 blev huset købt af Boligselskabernes Landsforening (BL) der kalder det Boligselskabernes hus, da det rummer de tværgående organisationer i den almene boligsektor: BL, Landsbyggefonden og Byggeskadefonden.
Officielt står Studenterforeningen nu udadtil som ved sin stiftelse i politisk henseende neutral.

## Verdens frieste talerstol
Blandt talere i Studenterforeningen i det 20. århundrede har været Kaj Munk, A.P. Møller,
Dwight Eisenhower, Winston Churchill, Lyndon B. Johnson, Dag Hammarskjöld, Andrei Gromyko, Nikita Krustjov, Trygve Lie, Jurij Gagarin, Thorvald Stauning, David Ben Gurion, Golda Meir og Niels Bohr. Derfor har Studenterforeningens talerstol fået tilnavnet Verdens Frieste.

## Internationale kunstnere
Blandt kunstnere i Studenterforeningen har været Danny Kaye og Josephine Baker. Efter en koncert i K.B. Hallen i 1955 besøgte Louis Armstrong Studenterforeningen og blev udnævnt til livslang medlem, og i 1956 blev han udnævnt til æreskunstner.